# Nesvady
Nesvady es un municipio situado en el distrito de Komárno, en la región de Nitra, Eslovaquia. Tiene una población estimada, a inicios de 2022, de 4988 habitantes.
Está ubicado al suroeste de la región, cerca de los ríos Danubio y Váh, y de la frontera con Hungría.

## Demografía
| Año        | 1994 | 2004    | 2014 | 2024    |
| ---------- | ---- | ------- | ---- | ------- |
| Población  | 5113 | 5000    | 5100 | 4963    |
| Diferencia |      | −2,21 % | +2 % | −2,68 % |

| Año        | 2023 | 2024    |
| ---------- | ---- | ------- |
| Población  | 4974 | 4963    |
| Diferencia |      | −0,22 % |